# Departamento de Ranérou-Ferlo
Ranérou-Ferlo es un departamento de la región de Matam en Senegal, con una población censada en noviembre de 2013 de 51 313 habitantes.
Se encuentra ubicado al noreste del país, cerca de la frontera con Mauritania.